# Adelardo de Corbie
Adelardo ou Adalardo de Corbie (em latim: Adal(h)ardus, abbas Corbeiensis; Huise (Úscia), 752 (1273 anos) - 2 de janeiro de 826) foi abade e conde de Corbie. É um dos grandes abades do Império Carolíngio. Ele foi prefeito do palácio, no início do reinado de Carlos Magno, seu primo, que o nomeou tutor e, de seguida, conselheiro de Pepino de seu filho mais velho, o rei da Itália. Ele foi canonizado no século XI.

## Biografia
Uma grande parte do conhecimento sobre a vida de Adelardo vem de seu ilustre contemporâneo Pascásio Radberto, autor de uma longa Vita sancti Adalhardi (BHL 58) que chegou até nós.

### Origens e formação
O seu nascimento em Huise, na Flandres, é verdadeiramente uma lenda, com base num parecer do historiador Jacques (ou Jacob, Jacobus) De Meyer (disse Meyerus, 1491-1552), emitido pela primeira vez no século XVI. Essa origem é também dado pela Molanus, que especifica que ESTA villa d' Uscia (Huise), que também podemos traduzir por aldeia foi dado ao mosteiro de Corbie, que tinha, na verdade, até a conquista pelos franceses, uma importante área. Este dom foi feitO de acordo com Jacques Meyer, não pelo próprio Adalardo, mas pelo conde Conrado.
Ele é o filho do conde Bernardo, este mesmo filho de Carlos Martel; a sua mãe é a primeira esposa de Bernardo, uma Franca, cuja história não reteve o nome. Adalardo tem um meio-irmão Vala, filho de Bernardo e da segunda esposa deste último, uma Saxã que permaneceu anónima para nós.
O seu pai Bernardo, conde de Saint-Quentin, possuía o Brabante e o país de Liège, um enorme domínio que herdou. Ele doou-o ao mosteiro de Corbie.
Como o primo de carlos magno mais velho de dez anos, ele seguiu a mesma formação. Ele falava correntemente o tedesco, o latim , e o galo-romano. Ele teve a proteção de seu primo, rei dos Francos e depois imperador do Ocidente, e tornou-se um dos seus conselheiros mais próximos.

### Sob o reinado de Carlos Magno

#### Um homem de guerra
Importante membro da corte imperial de Carlos Magno, ele assumiu algumas missões como missus dominicus, e participou de numerosas campanhas do rei dos Francos contra os Saxões e contra os Sarracenos.
Nomeado prefeito do palácio de carlos Magno, ele participou, ao lado de seu pai Bernardo de Flandres, em expedições contra os Lombardos. Mas em desacordo com o repúdio de Desiderata da Lombardia, esposa de Carlos Magno, ele deixou o exército em 772.

#### Um homem da Igreja
Ele tornou-se um eremita perto de Benevento, no Sul da Itália, e, em seguida, tornou-se monge na abadia de Corbie sob a abadiato de Maurdramne (772-781), no qual foi redigida uma Bíblia em sete escrituras diferentes, incluindo a minúscula carolíngia. Exerceu a função de um jardineiro e a Igreja fê-lo santo padroeiro desta profissão. Em Corbie, ele recebeu numerosas visitas de grandes do reino pedindo-lhe para interceder em seu favor com Carlos Magno. Cansado, ele fugiu para a abadia de Mont-Cassin. O seu refúgio é descoberto, ele teve que voltar a Corbie da qual se tornou abade, após a retirada da Maurdramne, em 781. Foi em Corbie em 774, que, depois da sua derrota, o rei dos Lombardos Desidério assim como a rainha Ansa e a sua filha, Ermengarda, foram aceites na residência, sem dúvida, obrigados a entrar nas ordens.

#### Um homem de letras
Durante a sua abadiato, Adalardo fez grandes progressos na escola monástica de Corbie. O scriptorium foi um dos lugares onde desenvolveu a escrita minúscula carolina que prevaleceu no Ocidente. A biblioteca da abadia é enriquecido por sumptuosos manuscritos iluminados que hoje estão conservados, em parte, nas Bibliotecas de Amiens Métropole, na Biblioteca nacional da França em Paris e na Biblioteca nacional da Rússia (ex-Saltykov-Chtchédrin) de São Petersburgo.
Neste época, Adalardo lançou as bases dos estatutos do palácio de Aix-la-chapelle, que mais tarde foram estabelecidos definitivamente por Hincmar.
Adalardo manteve uma correspondência com altos dignitários carolíngios: Alcuíno, abade de S. Martinho de Tours, Angilberto, o abade de Saint-Riquier, Paulo, o Diácono, abade de Monte Cassino e Eginhardo, um conselheiro próximo a Carlos Magno. Quando Alcuíno se retirou, Adalardo tornou-se um dos primeiros conselheiros de Carlos Magno.
Conde do palácio, ele figura no grupo de estudiosos em torno de Carlos Magno, e a que os Modernos têm dado o nome questionável d'Academia palatina.

#### Um político de primeiro plano
Em 781, Carlos Magno o nomeia regente da Itália, em nome de seu filho Pepino com a idade de quatro anos. Até 805, Adalardo divide-se entre Corbie e Pavia. Em 796, ele tornou-se o conselheiro de Pepino da Itália. Após a morte de Pepino, Carlos Magno, nomeou-o em 812 tutor de Bernardo da Itália, filho do falecido rei.
Carlos Magno morreu em 814, o seu filho Luís I, o Piedoso sucedeu-o como cabeça do império.

### Sob o reinado de Luís, o Piedoso
Na sua ascensão, Luís, o Piedoso abandona os conselheiros de seu pai. Adalardo foi exilado no mosteiro de Noirmoutier em 814.
Em 821, com a morte de s. Bento de Aniano; ele recupera sua abadia. Um ano mais tarde, com seu irmão Vala, ele participou da fundação da Nova Corbie, a abadia de Corvey no Weser, na Saxónia, onde Vala se torna abade.
Em 822, Adalardo escreveu os estatutos da abadia de Corbie (Statuta antiqua abbatiae sancti Petri Corbeiensis), que serviram de modelo para outras abadias. Ele morreu em 826, com a idade de 75 anos. O seu irmão Vala, sucedeu-o como abade de Corbie.

## A posteridade
Adalardo foi canonizado em 1026.
As relíquias de santo Adalardo estão conservados na abadia-igreja de Santos-Pierre-et-Paul de Corbie.
A cidade de Corbie deu o nome de Centro de Adalhard para o antigo mercado municipal, transformado  numa sala de concertos e de exposições, centro inaugurado em setembro de 2010.
O seu nascimento em Huise, na Flandres, é verdadeiramente uma lenda, com base num parecer do historiador Jacques (ou Jacob, Jacobus) De Meyer (disse Meyerus, 1491-1552), emitido pela primeira vez no século XVI. Essa origem é também dado pela Molanus , que especifica que ESTA villa d' Uscia (Huise), que também podemos traduzir por aldeia foi dado ao mosteiro de Corbie, que tinha, na verdade, até a conquista pelos franceses, uma importante área. Este dom foi feitO de acordo com Jacques Meyer, não pelo próprio Adalardo, mas pelo conde Conrado.